# Остаток сверхновой в Парусах
Остаток сверхновой в Парусах (англ. Vela supernova remnant) — остаток сверхновой в южном созвездии Парусов. Причиной возникновения остатка стал взрыв сверхновой звезды II типа, произошедший примерно 11-12,3 тыс. лет назад на расстоянии около 800 световых лет от Солнца. Взаимосвязь остатка сверхновой с пульсаром в Парусах, предположенная астрономами Сиднейского университета в 1968 году, стала прямым доказательством того, что нейтронные звёзды образуются при вспышке сверхновых.
Остаток сверхновой в Парусах включает туманность NGC 2736. Также он пересекается на небе с остатком сверхновой Корма A, который находится в четыре раза дальше от Солнца. Как остаток сверхновой в Корме, так и объект в Парусах являются одними из крупнейших и ярчайших объектов на земном небе в рентгеновском диапазоне.
Остаток сверхновой в Парусах является одним из наиболее близких к нам. Пульсар Геминга расположен ближе (и также возник после вспышки сверхновой), а в 1998 году был обнаружен другой остаток околоземной сверхновой, RX J0852.0−4622, который с точки зрения земного наблюдателя выглядит принадлежащим юго-восточной части остатка сверхновой в Парусах. Одна из оценок расстояния показывает, что RX J0852.0-4622 находится всего лишь в 200 пк от Солнца, то есть ближе, чем остаток сверхновой в Парусах, а сама вспышка произошла в последнюю тысячу лет, поскольку до сих пор наблюдается гамма-излучение от распада 44Ti. Ранее не удавалось пронаблюдать RX J0852.0-4622 в большинстве длин волн, поскольку наличие остатка сверхновой в Парусах приводит к слишком большой засветке.

## Галерея

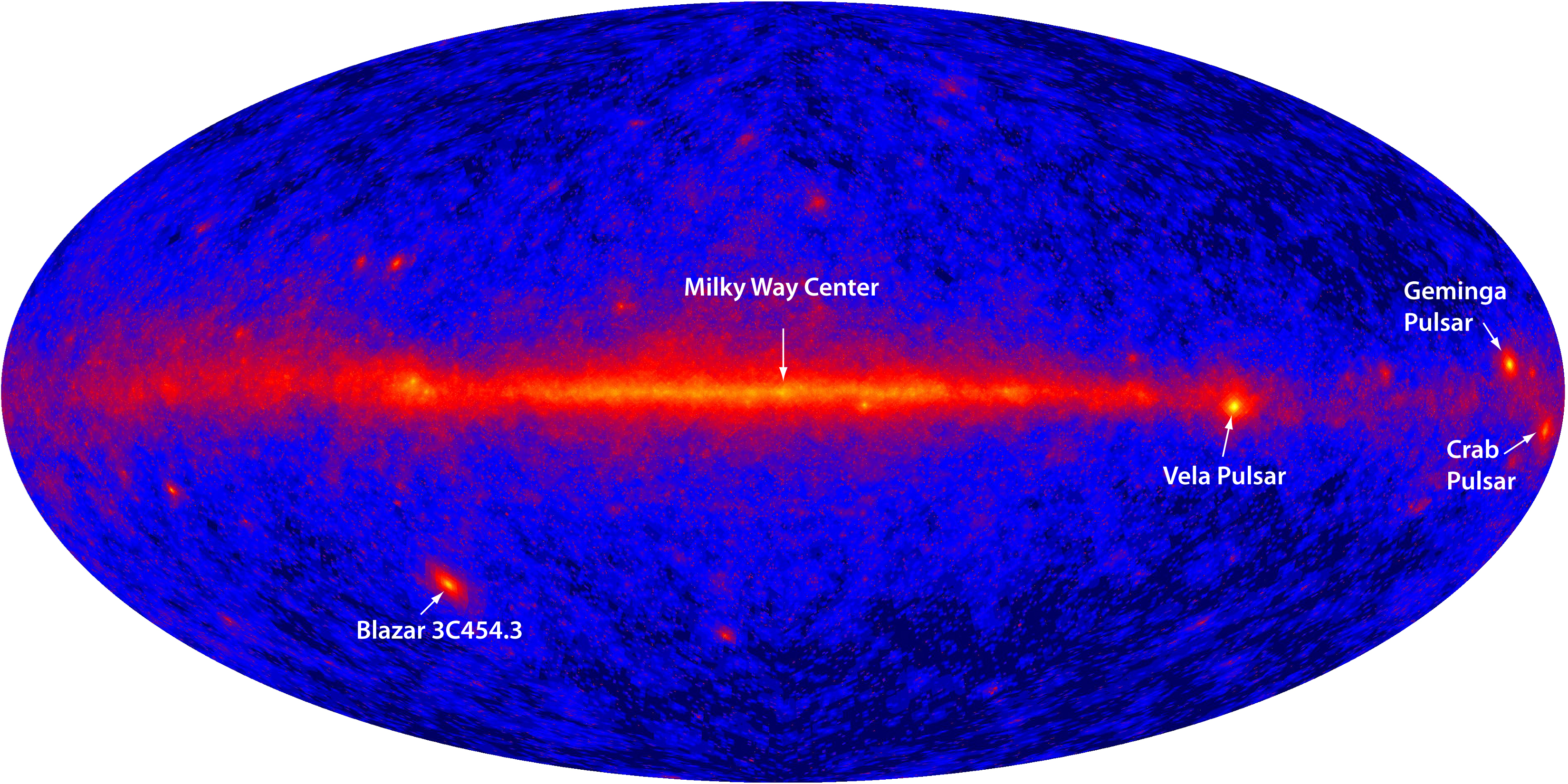
Расположение объекта в Млечном Пути